# Heinrich Leberecht Fleischer

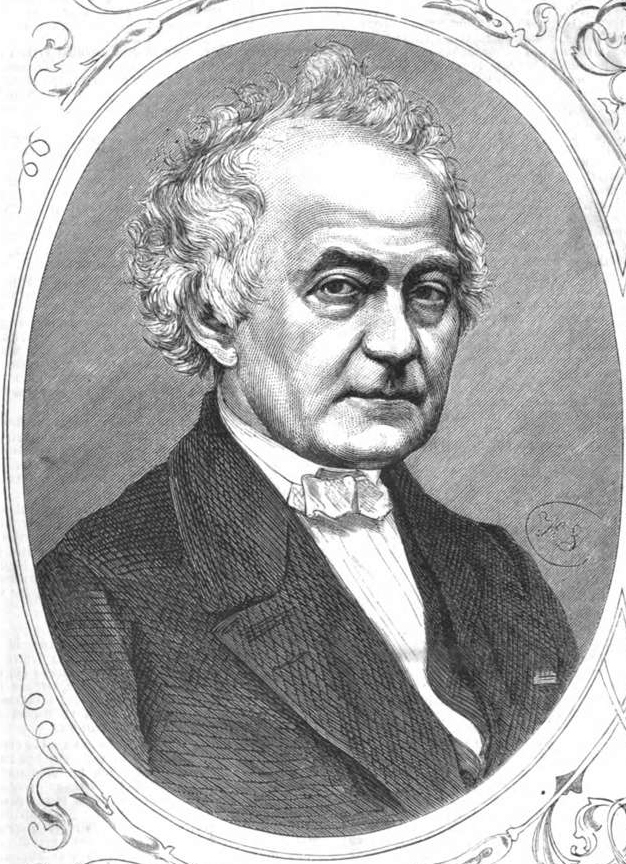
Heinrich Leberecht Fleischer, 1871. Grafik von Hermann Scherenberg.

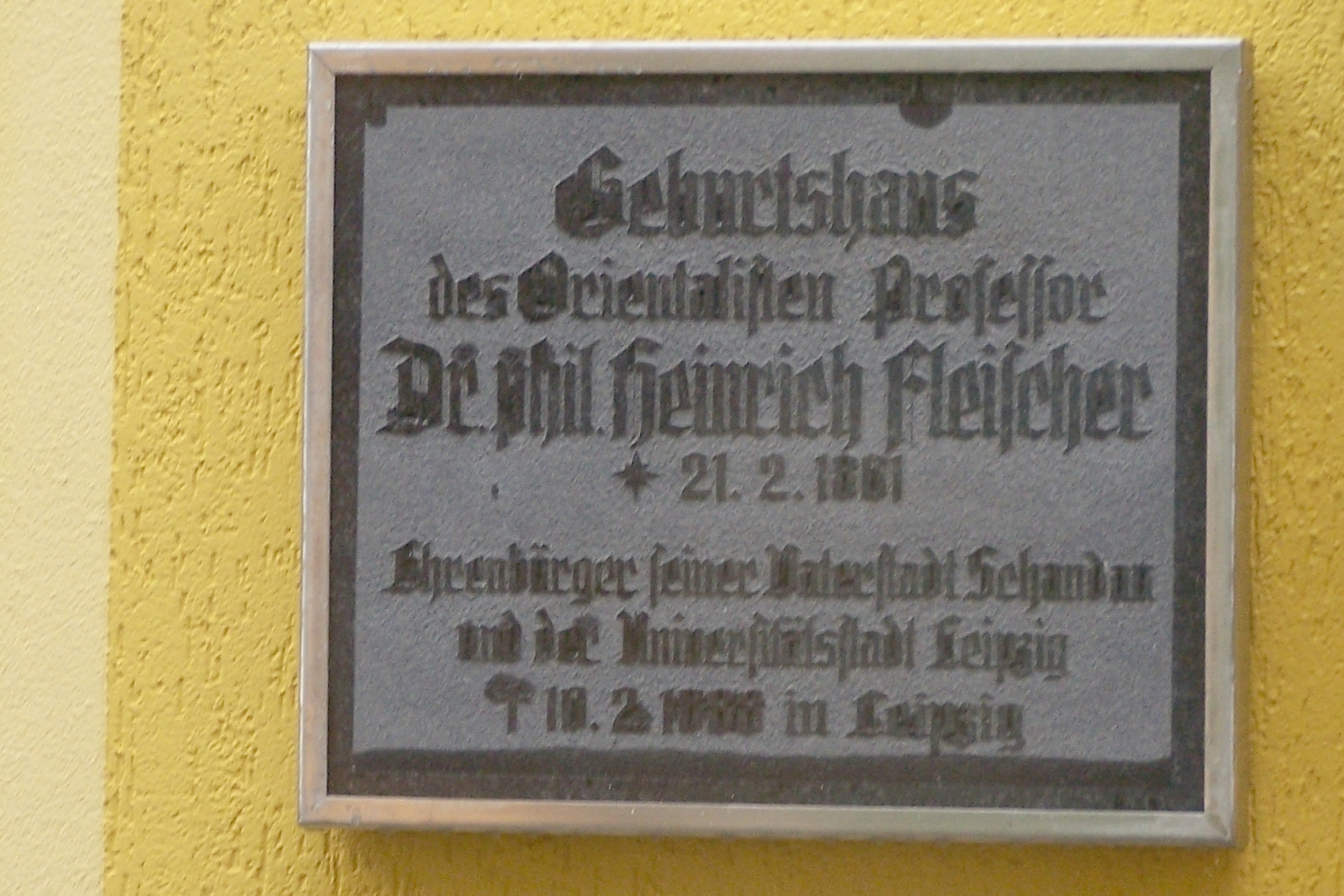
Tafel am Geburtshaus in Bad Schandau

Heinrich Leberecht Fleischer (* 21. Februar 1801 in Schandau; † 10. Februar 1888 in Leipzig) begründete die Arabistik in Deutschland und war einer der bedeutendsten Orientalisten.

## Leben
Fleischers Eltern waren der Steuergeleitsschreiber Johann Gottfried Fleischer und seine Ehefrau Johanna Christiane geb. Unruh, Tochter eines Schullehrers. Von 1814 bis 1819 besuchte er das Bautzener Ratsgymnasium. Der Rektor Karl Gottfried Siebelis war Klassischer Philologe, Herausgeber der Werke von Pausanias und ein bedeutender Pädagoge, Fleischer erwies sich als sehr begabter Schüler. 1819 kam er an die Universität Leipzig, wo er zunächst Klassische Philologie bei Gottfried Hermann und Evangelische Theologie bei Georg Benedikt Winer studierte, um sich dann immer stärker der orientalischen Philologie unter Ernst Karl Rosenmüller zuzuwenden.
1824 ging er nach bestandenem theologischen Doktorexamen nach Paris, um beim bedeutenden Orientalisten Silvestre de Sacy arabische und persische Sprachstudien zu betreiben. Um seinen Lebensunterhalt zu bestreiten, hatte er durch Vermittlung von Bekannten in Leipzig eine Hauslehrerstelle beim Marquis Armand de Caulaincourt angenommen. Außer bei Sacy, der seinen begabten Studenten auch in die Société asiatique einführte, hörte er Vorlesungen bei Caussin de Perceval (Vulgärarabisch), Antoine-Léonard de Chézy (Persisch) und Pierre Amédée Jaubert (Türkisch). 1828 kehrte er nach Sachsen zurück.
Nach einer Anstellung an der Dresdner Kreuzschule von 1831 bis 1835 wollte er zunächst dem Ruf auf eine neue Professur für Persische Sprache an der Universität Petersburg folgen, übernahm aber im Frühjahr 1836 als Rosenmüllers Nachfolger den Lehrstuhl für Morgenländische Sprachen an der Philosophischen Fakultät der Universität Leipzig. Bis kurz vor seinem Tod lehrte er dort vor allem Arabisch, meist ausgehend vom Korankommentar des Baidawi, den er von 1846 bis 1848 in zwei Bänden herausgegeben hatte. Er zog zahlreiche Studierende aus ganz Europa und aus Nordamerika an. Fast jeder bedeutende Arabist und Orientalist seiner Zeit hörte bei ihm. Er unterhielt auch Kontakte zu den Vertretern der arabischen „Wiedergeburt“ (Nahda) im Libanon.
Heinrich Leberecht Fleischer setzte die Traditionslinie der Arabistik in Leipzig fort, die 1724 mit Johann Christian Clodius (1676–1745) und danach Johann Jacob Reiske (1716–1774) begonnen hatte. Er brachte die Leipziger Arabistik zu einem weltweit beachteten Ansehen und machte die Universität zu einem europäischen Zentrum der Lehre und Forschung der mohammedanischen Kultur. Die Leipziger Universität wurde zum „Mekka der Arabisten“.
Ab 1853 wurden mit maßgeblicher Unterstützung Fleischers die insgesamt 487 Bände der Refaiya, einer jahrhundertealten Handschriftensammlung einer syrischen Familie aus Damaskus mit Texten zu Geistes- und Naturwissenschaften, für die Universitätsbibliothek Leipzig angekauft, wodurch die Bibliothek in die Reihe der europäischen Bibliotheken mit einer signifikanten Anzahl bedeutungsvoller orientalischer Handschriften aufrückte.
Im September 1843 wurde in Fleischers Wohnung in der Nikolaistraße der Beschluss zur Schaffung einer Vereinigung von Orientalisten gefasst. Am 2. Oktober 1845 wurde dann in Darmstadt nach dem Vorbild der Société asiatique in Paris die Deutsche Morgenländische Gesellschaft mit Sitz in Leipzig gegründet, zu deren Mitbegründern Heinrich Leberecht Fleischer und der Indologe Hermann Brockhaus gehörten. Den Tätigkeitsbereich ihrer Mitglieder bilden die Sprachen und Kulturen des Orients, Asiens, Ozeaniens und Afrikas sowie die Beziehungen dieser Gebiete untereinander und zu den Nachbarregionen.
Er starb kurz vor seinem 87. Geburtstag und wurde auf Leipzigs Altem Johannisfriedhof beigesetzt.

## Ehrungen
Unvollständige Liste
- Ehrendoktorate

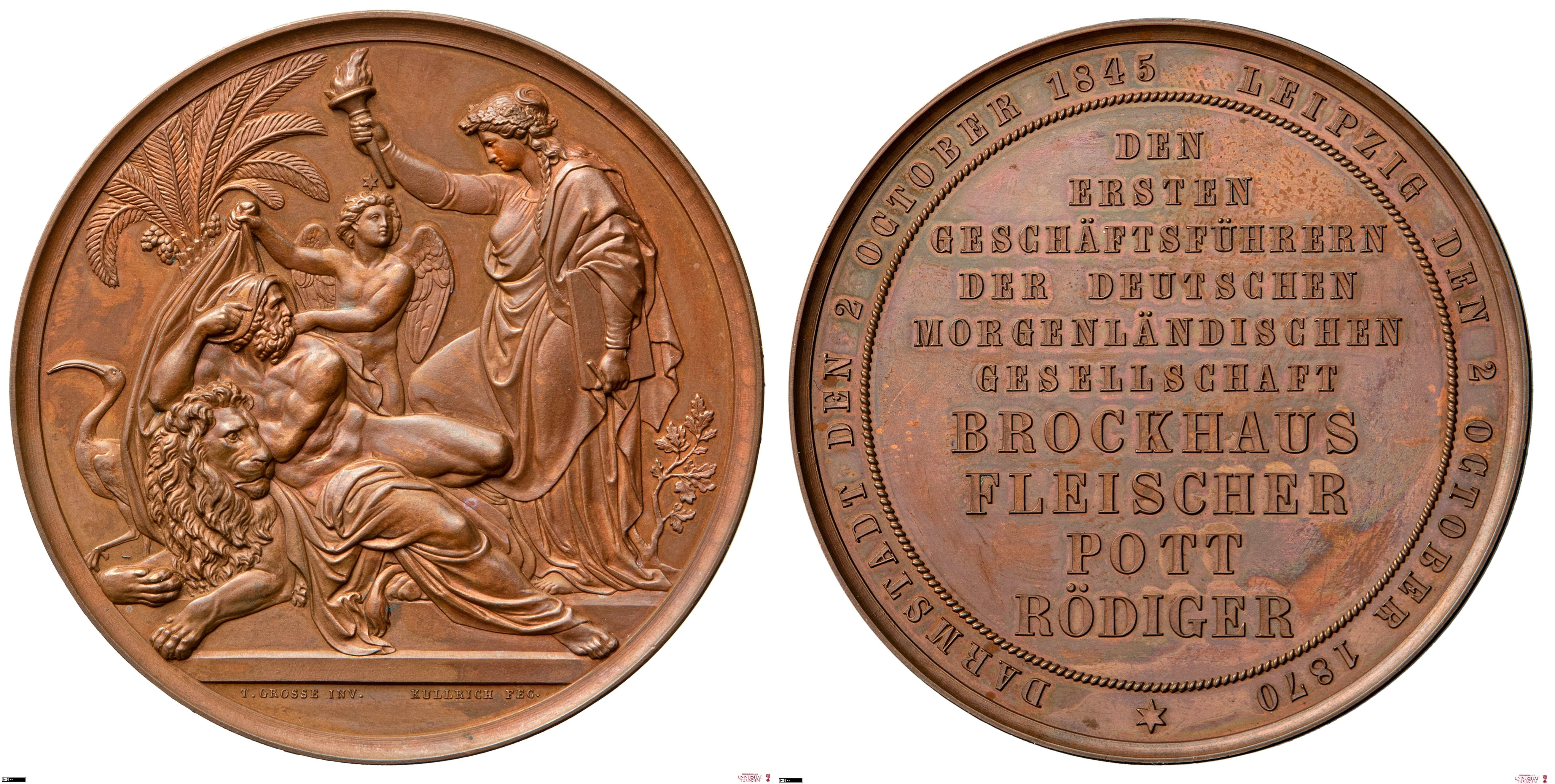
Medaille zu Ehren von Hermann Brockhaus, Heinrich Leberecht Fleischer, August Friedrich Pott und Emil Roediger 1870

  - Albertus-Universität Königsberg (1844)
  - Karls-Universität (1849)
  - Universität Dorpat (1874)
  - University of Edinburgh (1884)
  - Universität St. Petersburg
- Ehrenbürger
  - Schandau (1874)
  - Leipzig (1874)
- Bayerischer Maximiliansorden für Wissenschaft und Kunst (1867)
- Pour le Mérite (1868)
- 1870 erhielt Fleischer eine Medaille zusammen mit Kollegen Hermann Brockhaus, August Friedrich Pott und Emil Rödiger anlässlich des 25-jährigen Bestehens der DMG. Die Geehrten eint, dass sie die ersten Geschäftsführer der DMG waren.[1]

## Mitgliedschaften
- Deutsche Morgenländische Gesellschaft (1845)[2]
- Königlich Sächsische Gesellschaft der Wissenschaften (1846)
- Russische Akademie der Wissenschaften (1849)
- Académie des inscriptions et belles-lettres (1861)
- Königlich-Preußische Akademie der Wissenschaften (1874)
- Königlich Niederländische Akademie der Wissenschaften (1850)[3]
- Bayerische Akademie der Wissenschaften (1848)[4]
- Gesellschaft der Wissenschaften zu Göttingen (1875)[5]
- Ungarische Akademie der Wissenschaften
- Royal Asiatic Society
- American Oriental Society

## Schüler
- Carl Paul Caspari (1814–1892)
- Friedrich Delitzsch (1850–1922)
- Henri Duveyrier (1840–1892)
- Hermann Frank (1853–1916)
- Ignaz Goldziher (1850–1921)
- Martin Hartmann (1851–1918)
- Emil Kautzsch (1841–1910)
- Ludolf Krehl (1825–1901)
- Otto Loth (1844–1881)
- August Müller (1848–1892)
- Victor von Rosen (1849–1908)
- Heinrich Thorbecke (1837–1890)
- Johann Gottfried Wetzstein (1815–1905)

## Veröffentlichungen (Auswahl)
- Ueber einen griechich-arabischen Codex rescriptus der Leipziger Universitäts-Bibliothek. In: Zeitschrift der Deutschen Morgenländischen Gesellschaft, Band 1. 1847. S. 148–160 (Digitalisat).
- Ueber das syrische Fürstenhaus der Benû-Schihâb. In: Zeitschrift der Deutschen Morgenländischen Gesellschaft, Band 5. 1851. S. 46–59 (Digitalisat).
- Zur Geographie und Statistik des nördlichen Libanon. In: Zeitschrift der Deutschen Morgenländischen Gesellschaft, Band 6. 1852. S. 98–106 (Digitalisat).
- Michael Meschâka's Cultur-Statistik von Damaskus. In: Zeitschrift der Deutschen Morgenländischen Gesellschaft, Band 8. 1854. S. 346–374 (Digitalisat).
- Die Refaïya. In: Zeitschrift der Deutschen Morgenländischen Gesellschaft, Band 8. 1854. S. 573–584 (Digitalisat).
- Nachträgliches über den Monatsnamen جمادى. In: Zeitschrift der Deutschen Morgenländischen Gesellschaft, Band 9. 1854. S. 259–260 (Digitalisat).
- Beschreibungen der von Prof. Dr. Tischendorf im J. 1853 aus dem Morgenlande zurückgebrachten christlich-arabischen Handschriften. In: Zeitschrift der Deutschen Morgenländischen Gesellschaft, Band 8. 1854. S. 584–587 (Digitalisat).
- Eine türkische Inschrift in Galizien. In: Zeitschrift der Deutschen Morgenländischen Gesellschaft, Band 8. 1854. S. 587–589 (Digitalisat).
- Briefwechsel zwischen den Anführern der Wahhabiten und dem Pasá von Damascus. In: Zeitschrift der Deutschen Morgenländischen Gesellschaft, Band 11. 1857. S. 427–443 (Digitalisat).
- Neuarabische Volkslieder. In: Zeitschrift der Deutschen Morgenländischen Gesellschaft, Band 11. 1857. S. 668–688 (Digitalisat).
- Abû Zaid's Buch der Seltenheiten. In: Zeitschrift der Deutschen Morgenländischen Gesellschaft, Band 12. 1858. S. 57–81 (Digitalisat).
- Hadîkat al-ahbâr, eine neue arabische Zeitung. In: Zeitschrift der Deutschen Morgenländischen Gesellschaft, Band 12. 1858. S. 330–333 (Digitalisat).
- Arabische Inschriften. In: Zeitschrift der Deutschen Morgenländischen Gesellschaft, Band 13. 1859. S. 267–272 (Digitalisat).
- Beiträge zur arabischen Sprachkunde. Breitkopf & Härtel, Leipzig 1863–1884.

- Grammatik der lebenden persischen Sprache. 2. Aufl. Brockhaus, Leipzig 1875.

- Kleinere Schriften. Drei Bände (1885–1888). Neudruck: Biblio-Verlag, Osnabrück 1968.
- (mit Robert Naumann u. Franz Delitzsch): Catalogus librorum manuscriptorum qui in Bibliotheca Senatoria Civitatis Lipsiensis asservantur (1838). Nachdruck: Zeller, Osnabrück 1985.